# Indigene Völker Australien-Ozeaniens
Zu den indigenen Völkern und Ethnien Australiens und Ozeaniens gehören:
Ureinwohner Australiens und Tasmaniens
- Aborigines, vor allem in Queensland und New South Wales (siehe auch Kulturareal Desert, Kulturareal Western Desert)
- Tasmanier auf der Insel Tasmanien (im 19. Jahrhundert ausgestorben)

Polynesier des Pazifiks in Polynesien (siehe auch Pazifische Insulaner)
- Hawaiier auf den Hawaii-Inseln
- Māori auf Neuseeland (siehe auch die ausgestorbenen Moriori)
- Tongaer auf den Tonga-Inseln
- die Bewohner von Französisch-Polynesien, Wallis und Futuna, Niue, Tokelau, Samoa, Tuvalu und den Cookinseln

Melanesier in Melanesien
- auf Neuguinea (Papua-Neuguinea und Indonesien)

Abelam · Arapesh · Asaro Mudmen · Dani · Eipo · Etoro · Fore · Hagahai · Iatmul · Kiwai · Korowai · Marind-anim · Maring · Mimika · Motu · Ngaing · Sambia · Tami
- im Bismarck-Archipel von Papua-Neuguinea

Baining und Tolai auf Neubritannien
- auf Neukaledonien

Kanak
- auf Vanuatu
- auf den Salomonen
- Fidschianer (iTaukei) auf Fidschi
- Torres-Strait-Insulaner auf den Inseln der zu Australien gehörenden Torres-Straße (siehe auch Sprachen der Torres Strait)

Papua auf Neuguinea (Papua-Neuguinea und Indonesien) und im Pazifik
- Asmat in der indonesischen Provinz Papua
- Sawi im indonesischen Westneuguinea

Mikronesier in Mikronesien
- Chamorro auf den Marianeninseln
- Nauruer auf der Insel Nauru